# Dirce solaris
Dirce solaris är en fjärilsart som beskrevs av Edward Meyrick 1890. Dirce solaris ingår i släktet Dirce och familjen mätare. Inga underarter finns listade i Catalogue of Life.